# Koffee
Mikayla Simpson (Spanish Town, Jamaica; 16 de febrero de 2000), conocida artísticamente como Koffee, es una cantante, compositora, rapera, DJ y guitarrista de reggae jamaiquina.
Lanzó su primer sencillo "Burning" en 2017, y en 2019 firmó con Columbia Records. Su EP "Rapture" de 2019 ganó el Premio Grammy al Mejor Álbum de Reggae en la 62aEntrega Anual de los Premios Grammy, convirtiendo a Koffee en la persona más joven y la única mujer en ser premiada en la categoría Mejor Álbum de Reggae.

## Biografía
La madre de Koffee era una actriz ocasional, Adventista del séptimo día y empleada del Ministerio de Salud. Las primeras inspiraciones musicales de Koffee surgieron del trasfondo religioso de su madre. Ella cantó en el coro de su iglesia, aprendió guitarra a los 12 años con un instrumento prestado de un amigo y comenzó a escribir letras inspiradas al escuchar al cantante de reggae Protoje. Asistió a Ardenne Highschool en Kingston, Jamaica.

### 2020-presente
Fue llamada por el cantante Harry Styles para formar parte de su nueva gira "Love on tour", realizando los openings en conciertos de la gira. ""Rapture" ganó un Premio Grammy en la 62aEntrega Anual de los Premios Grammy, convirtiendo a Koffee en la persona más joven (a los 19 años) y la única mujer en ser premiada en la categoría de Mejor álbum de reggae.

## Discografía

### Extended plays
- "Rapture" (2019)

### Singles
- "Legend (2017)
- "Burning" (2017)
- "Raggamuffin" (2018)
- "Toast" (2018) No. 70 UK[4]
- "Blazin'" (2019)
- "Throne" (2019)
- "Rapture" (2019)
- "Rapture (Remix)" (featuring Govana) (2019)
- "W" (featuring Gunna) (2019) No. 82 UK[4]
- "Repeat" (featuring J-Hus) (2020)
- "Lockdown" (2020)
- "West Indies" (2021)